# Lethrus valentinae
Lethrus valentinae är en skalbaggsart som beskrevs av Nikolajev 2003. Lethrus valentinae ingår i släktet Lethrus och familjen tordyvlar. Inga underarter finns listade i Catalogue of Life.